# يوردان مينيف
يوردان مينيف (بالبلغارية: Йордан Минев)‏ (14 أكتوبر 1980 ببازارجيك في بلغاريا - ) هو لاعب كرة قدم بلغاري في مركز الدفاع. شارك مع منتخب بلغاريا لكرة القدم. أما مع النوادي، فقد لعب مع سسكا صوفيا ونادي بوتيف بلوفديف ونادي لودوغورتس رازغراد وFK Belasica ‏ ورودوبة سموليان ‏ ولودوغورتس رازغاردز II ‏ ونادي هيبر بازارجق ‏ وبيلاسيتسا بيتريتش ‏.

## وصلات خارجية
- يوردان مينيف على موقع الاتحاد الأوربي (الإنجليزية)
- يوردان مينيف على موقع قاعدة بيانات كرة القدم.إي يو (الإنجليزية)
- يوردان مينيف على موقع ناشيونال فوتبول تيمز (الإنجليزية)
- يوردان مينيف على موقع Soccerbase.com (لاعب) (الإنجليزية)
- يوردان مينيف على موقع Soccerway.com (الإنجليزية)
- يوردان مينيف على موقع AS.com (الإسبانية)